# Fungia fungites
Fungia fungites är en korallart som först beskrevs av Carl von Linné 1758.  Fungia fungites ingår i släktet Fungia och familjen Fungiidae. IUCN kategoriserar arten globalt som nära hotad. Inga underarter finns listade i Catalogue of Life.

## Bildgalleri

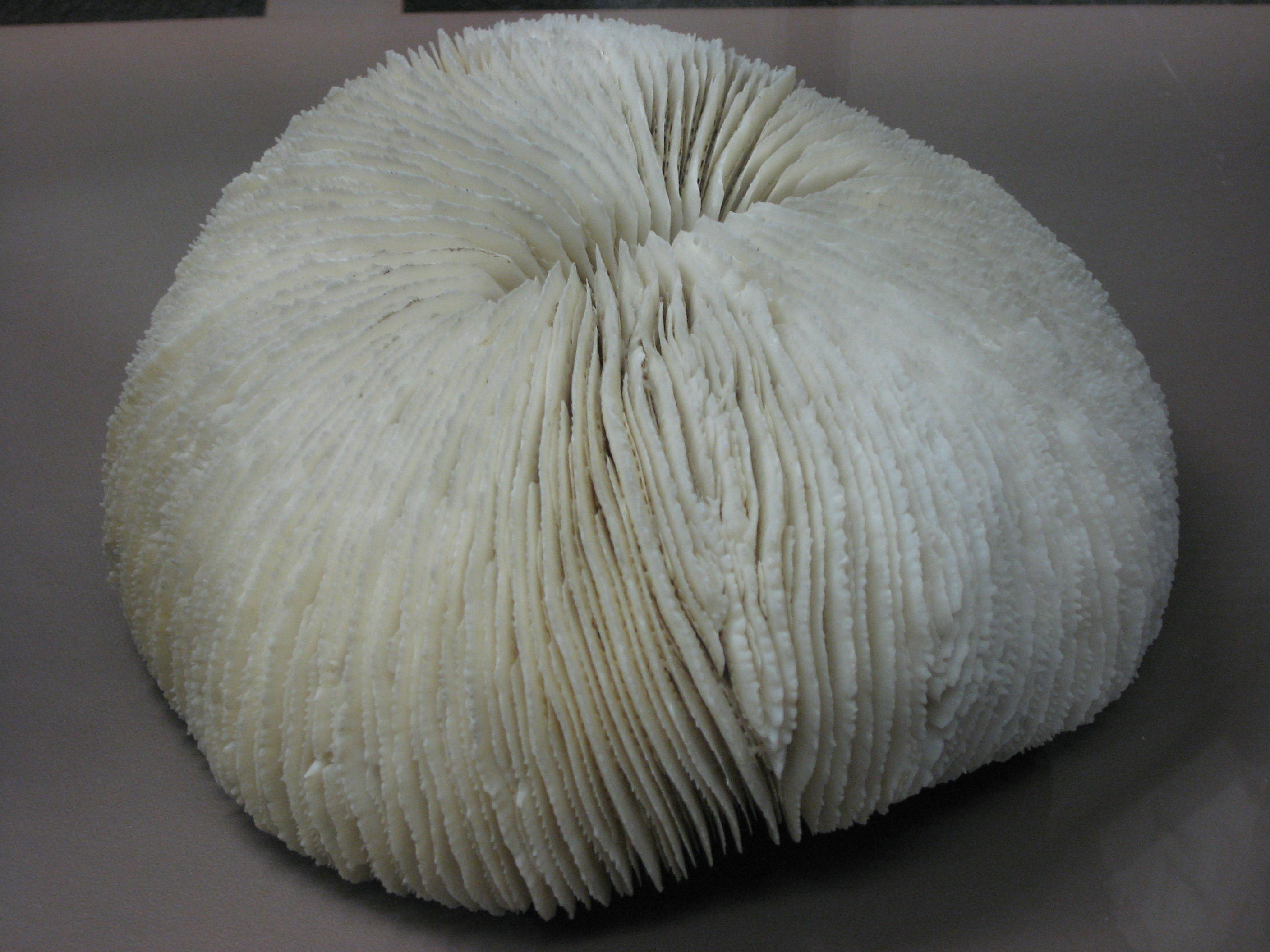
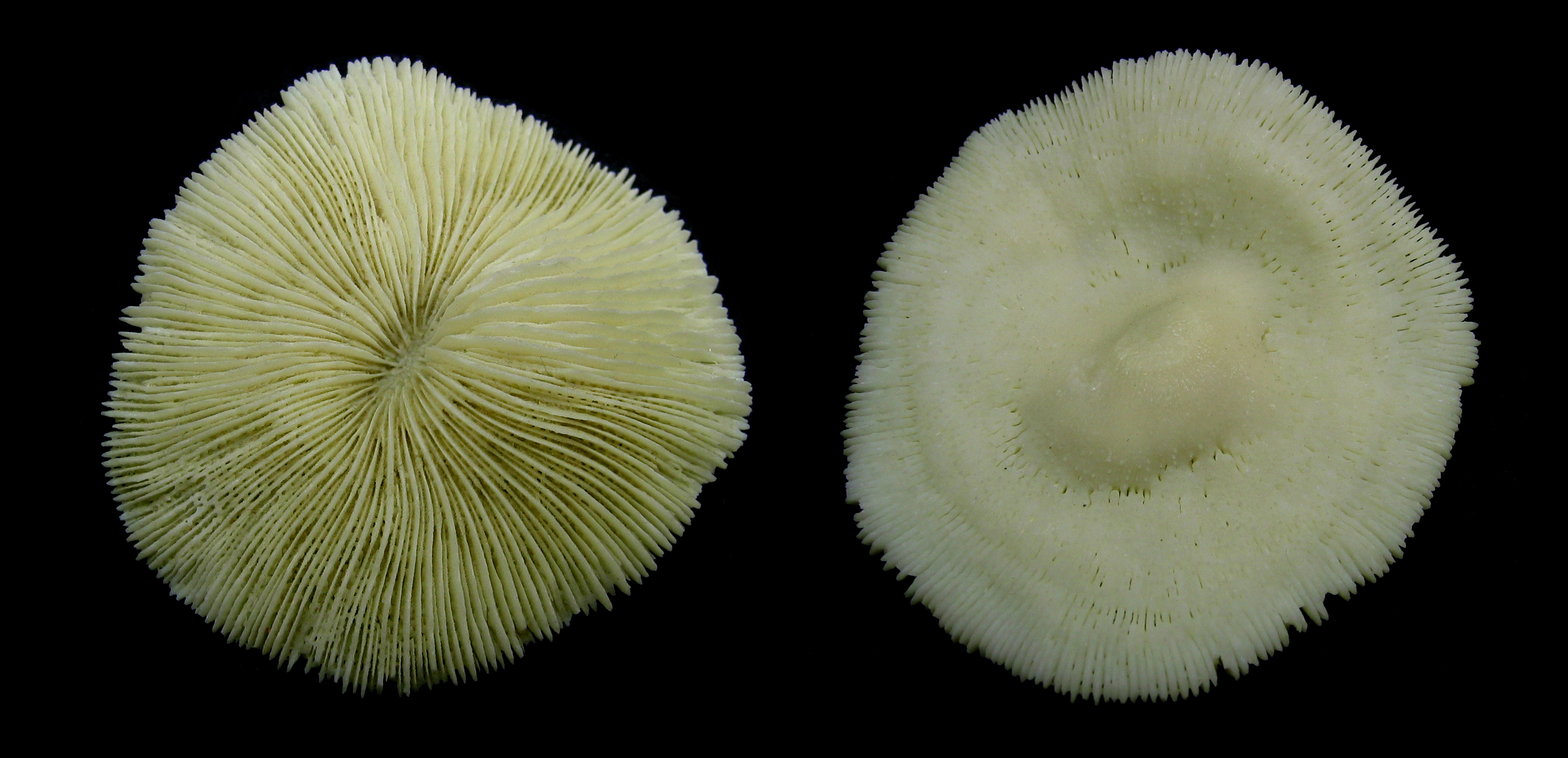
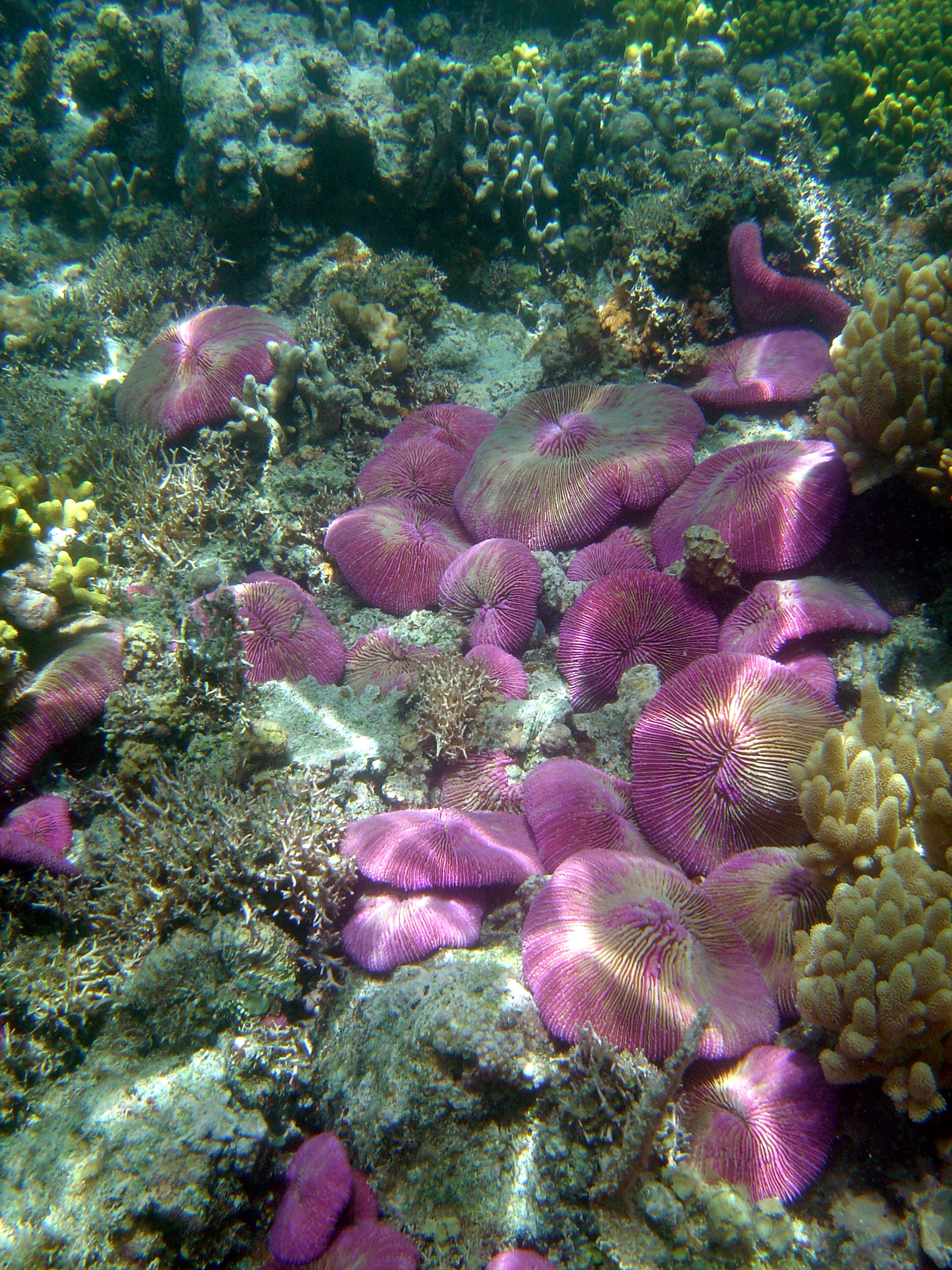
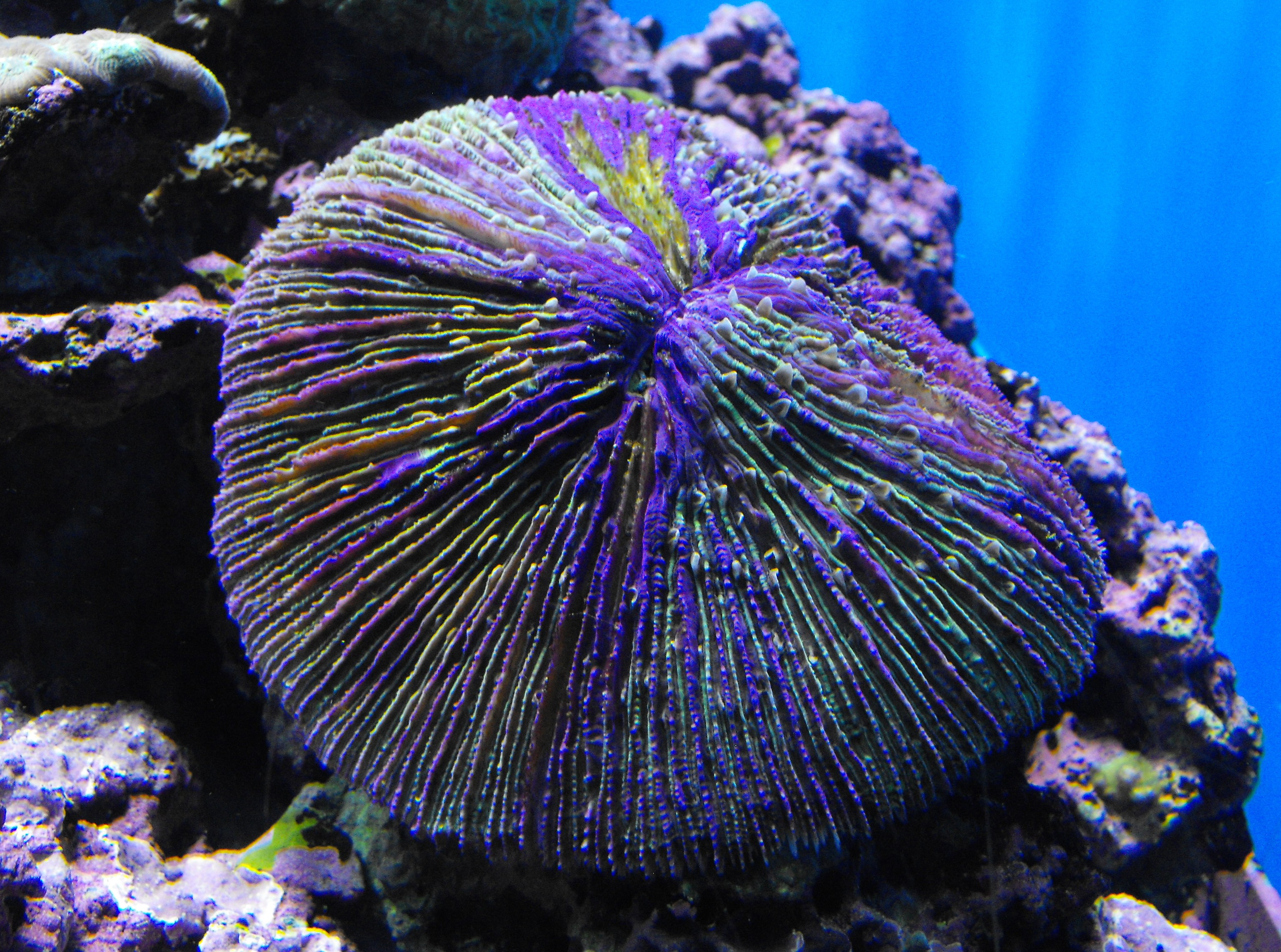